# Brazalete de Kurland
El Brazalete de Kurland, o Brazalete de Curlandia, (en alemán: Ärmelband Kurland) fue una condecoración militar alemana de la Segunda Guerra Mundial otorgada a los militares de la Wehrmacht del Grupo de Ejércitos Curlandia que sirvieron en la bolsa de Curlandia.

## Creación y requisitos
Durante la retirada alemana en el Frente Oriental, las fuerzas de la Wehrmacht quedaron aisladas en la península de Curlandia en Letonia a partir de julio de 1944. El 25 de enero de 1945, el Grupo de Ejércitos Curlandia, renombrado, resistió hasta el final de la guerra en mayo de 1945.
El brazalete fue aprobado el 12 de marzo de 1945 por Adolf Hitler, por recomendación del comandante del Grupo de Ejércitos Curlandia. Fue la última condecoración alemana en ser aprobada en la Segunda Guerra Mundial. La distribución comenzó a finales de abril de 1945.
Para optar a ella, un miembro del Grupo de Ejércitos Curlandia tenía que, entre el 1 de septiembre de 1944 y el 8 de mayo de 1945:
- Haber participado en al menos tres combates; o
- Haber servido un mínimo de tres meses en la bolsa;
- si había resulta herido, el brazalete podía concederse sin cumplir los anteriores criterios.[2]

Aquellos que calificaron incluyeron personal que prestara servicios en la retaguardia, incluida la Organización Todt, siempre que sirvieran en la bolsa durante al menos tres meses.

## Diseño y uso
El diseño del brazalete consistía en una banda de tela gris plateada de 40 mm de ancho con un borde negro decorativo, bordado en hilo de algodón negro con la palabra KURLAND entre dos escudos. El escudo de la izquierda tenía una cruz que terminaba en flores de lis, los brazos del Gran Maestre de los Caballeros Teutónicos, mientras que el escudo de la derecha mostraba el escudo de armas con una cabeza de alce de Mitau, la capital de Curlandia. Debido a las dificultades para transportar suministros a la bolsa de Curlandia, la condecoración fue fabricada localmente, inicialmente en telares manuales y luego a máquina. Esto dio lugar a variaciones en el diseño. También existen versiones impresas.
La banda se usaba en la parte inferior de la manga izquierda de la chaqueta del uniforme. Cuando se otorgaban dos o más brazaletes de campaña, el primero se colocaba por encima de los posteriores, aunque no había ninguna norma escrita sobre ello.
Las condecoraciones de la época nazi fueron prohibidas después de la guerra. El título del brazalete de Kurland fue uno de los que la República Federal de Alemania volvió a autorizar para su uso en 1957. Si bien muchos premios se rediseñaron para eliminar la esvástica, el brazalete original se podía usar inalterado ya que no tenía este símbolo. Los miembros veteranos de la Bundeswehr que llevaban la condecoración en su ribete, representada por una pequeña réplica del diseño del brazalete en una cinta blanca con bordes negros decorativos, similar al diseño original del brazalete.